# Laccophilus adspersus
Laccophilus adspersus är en skalbaggsart som beskrevs av Karl Henrik Boheman 1848. Laccophilus adspersus ingår i släktet Laccophilus och familjen dykare.

## Underarter
Arten delas in i följande underarter:
- L. a. adspersus
- L. a. nigeriensis
- L. a. sudanensis